# Alfred Bergmann (Richter)
Alfred Bergmann (* 13. Juli 1953 in Essen) ist ein deutscher Jurist. Er war Rechtsanwalt am Bundesgerichtshof und war von 2002 bis Februar 2017 Bundesrichter, von November 2010 an war er Vorsitzender Richter des II. Zivilsenats des Bundesgerichtshofes.

## Leben
Bergmann studierte nach dem Abitur am Burggymnasium Essen und dem Wehrdienst Rechtswissenschaften an der Ruhr-Universität Bochum und der Philipps-Universität Marburg, wo er auch nach der Ersten Juristischen Staatsprüfung 1978 zunächst als Wissenschaftlicher Mitarbeiter tätig war. Den Juristischen Vorbereitungsdienst absolvierte er im Bezirk des Oberlandesgerichts Frankfurt. 1982 promovierte er und legte die Zweite Juristische Staatsprüfung ab. 1983 bis 1987 war er Hochschulassistent am Institut für Kriminalwissenschaften der Universität Marburg, ab 1987 Rechtsanwalt und wissenschaftlicher Mitarbeiter von Rechtsanwälten beim Bundesgerichtshof. Im Juni 2000 erhielt er selbst die Zulassung als Rechtsanwalt beim Bundesgerichtshof.
Mit der Ernennung zum Richter am Bundesgerichtshof am 29. Juli 2002 „tauschte“ er nach eigener Formulierung „die Seiten“. Es war das erste Mal, dass ein am Bundesgerichtshof zugelassener Anwalt zum Bundesrichter ernannt wurde. Er wurde dem IX. Zivilsenat des Bundesgerichtshofes und ab 1. Dezember 2003 dem unter anderem für Urheberrecht, Wettbewerbsrecht und Gewerblichen Rechtsschutz zuständigen I. Zivilsenat des Bundesgerichtshofes zugewiesen, dessen stellvertretender Vorsitzender er ab November 2007 war. Ab November 2010 war er Vorsitzender Richter des II. Zivilsenats des Bundesgerichtshofes. Ab 1. Juli 2009 war er ferner Mitglied des Kartellsenats des Bundesgerichtshofs.
Im Februar 2017 trat Bergmann in den richterlichen Ruhestand.
Seit 2005 ist Bergmann ferner Lehrbeauftragter an der Johannes Gutenberg-Universität Mainz. Die Rechtsgebiete des Kartellrechts, des Wettbewerbsrechts sowie des gewerblichen Rechtsschutzes bilden den Gegenstand seiner Lehrveranstaltungen.

## Schriften (Auswahl)
- Das Unrecht der Nötigung (§ 240 StGB), 1983 (Dissertation)
- Kommentierung zu § 1 UWG (Schutz der Mitbewerber – Konkurrentenbezogene Unlauterkeit), in: Großkommentar zum UWG, 1. Auflage 1991 (mit Hans. E. Brandner) ISBN 978-3-11-010149-2
- Kommentierung zu §§ 84, 135, 136, 138 InsO, in: MünchKommInsO, 2. Aufl. 2007/08 (mit Stodolkowitz) ISBN 978-3-406-55092-8
- Vorbem. zu §§ 8 ff.; Kommentierung zu § 8 UWG Rn. 1 bis 85, Rn. 239 ff.; § 9 UWG Rn. 138 ff., in: Harte-Bavendamm/Henning-Bodewig, UWG, 2. Aufl. 2009, ISBN 978-3-406-56601-1
- Anfechtungsklage und Registersperre, in: Festschrift für Gerold Bezzenberger, 2000, ISBN 978-3-11-016503-6, S. 59 ff. (mit Hans. E. Brandner)
- Die Schenkung von Gesellschaftsanteilen, in: Festschrift für Walter Sigle, 2000, ISBN 978-3-504-06208-8, S. 327 ff. (mit Hans. E. Brandner)
- Zur Zulässigkeit „gesetzeswiederholender“ Unterlassungsanträge, in: Festgabe für Otto Teplitzky, WRP 2000, S. 842 ff. (mit Hans. E. Brandner)
- Zur Zuteilung von Aktienemissionen an Privatanleger, in: Festschrift für Martin Peltzer, 2001, ISBN 978-3-504-06025-1, S. 17 ff. (mit Hans. E. Brandner)
- Zur Reichweite des Erschöpfungsprinzips bei der Online-Übermittlung urheberrechtlich geschützter Werke, in: Festschrift für Willi Erdmann, 2002, ISBN 978-3-452-25191-6, S. 17 ff.
- Beweisprobleme bei rechtsgeschäftlichem Handeln im Internet, in: Gedächtnisschrift für Dieter Meurer, 2002, ISBN 978-3-89949-016-9, S. 643 ff.
- Die Verwaltungsbefugnis des Insolvenzverwalters über einen zur Insolvenzmasse gehörenden GmbH-Geschäftsanteil, in: Insolvenzrecht im Wandel der Zeit, Festschrift für Hans-Peter Kirchhof, 2003, ISBN 978-3-89655-143-6, S. 15 ff. (ferner abgedruckt in: ZInsO 2004, 225)
- Das Kennzeichen in der Insolvenz, in: Verschuldung, Haftung, Vollstreckung, Insolvenz, Festschrift für Gerhart Kreft, 2004, ISBN 978-3-89655-169-6, S. 207 ff.
- Die Ware als Marke, in: Baudenbacher/Simon (Hrsg.), Neueste Entwicklungen im europäischen und internationalen Immaterialgüterrecht, 2005, ISBN 978-3-7190-1923-5, S. 231 ff.
- Die Zulassung der privaten Vervielfältigung, in: Festschrift für Eike Ullmann, 2006, ISBN 978-3-938756-10-2, S. 23 ff.
- Ein Jahrzehnt deutsche Rechtsprechung zum Markengesetz – Entwicklungen und Perspektiven, GRUR 2006, 793 ff.
- Rechtserhaltende Benutzung von Marken, MarkenR 2009, S. 1 ff.
- Zur alternativen und kumulativen Begründung des Unterlassungsantrags, in Festschrift für Klaus-Jürgen Melullis, GRUR 2009, 224 ff.
- Richtlinienkonforme Auslegung im Unlauterkeitsrecht am Beispiel der Irreführung durch Unterlassen nach § 5a UWG, in: Festschrift für Achim Krämer, 2009, ISBN 978-3-89949-558-4, S. 163 ff.